# Fatimé Dordji
Fatimé Dordji, née le 14 juillet 1949 à Ati (Tchad) et morte le 30 novembre 2016 à Tours, est une femme d'affaires et journaliste tchadienne. Elle fut la première femme tchadienne à être employée comme présentatrice radio.

## Biographie
Fatimé Dordji est née le 14 juillet 1949 à Ati, au centre du Tchad .
À l'âge de quatorze ans, elle s'installe à N'Djamena , où elle est employée comme présentatrice radio, en raison de sa connaissance du français et de l'arabe. Elle est la première femme à occuper ce poste. En 1965, elle est une personnalité radiophonique bien connue sur la Radio Nationale Tchadienne.
En 1973, elle est considérée comme une ennemie de l'État, car elle a donné à l'une de ses filles le prénom de la femme politique Kalthouma Nguembang , que le président François Tombalbaye avait accusé d'avoir tenté d'utiliser la sorcellerie contre lui. Elle est emprisonnée puis détenue par la police pendant plus de vingt et un mois, bien qu'elle n'ait jamais été formellement accusée d'activités criminelles.
En 1975, Félix Malloum renverse Tombalbaye. Elle est libérée et son mari est nommé ambassadeur en Libye dans le nouveau gouvernement.
Dans les années 1990, sous le nouveau gouvernement d' Idriss Déby , elle revient au Tchad, travaillant d'abord comme animatrice radio, puis comme femme d'affaires. Elle meurt le 30 novembre 2016 à Tours, en France.